# Bryan Morris
Avery Bryan Morris (né le 28 mars 1987 à Woodbury, Tennessee, États-Unis) est un lanceur de relève droitier des Ligues majeures de baseball jouant avec les Giants de San Francisco.

## Carrière
D'abord repêché au troisième tour de sélection en 2005 par les Rays de Tampa Bay, Bryan Morris choisit de poursuivre sa carrière au collège et est mis sous contrat par les Dodgers de Los Angeles après que ceux-ci en aient fait leur second choix de première ronde en 2006. Il est le 26e athlète sélectionné au total cette année-là et ce choix, obtenu en compensation de la perte de l'agent libre Jered Weaver, est le second des Dodgers après Clayton Kershaw. Morris commence sa carrière professionnelle en ligues mineures avec un club-école des Dodgers en 2006 mais rate toute la saison 2007 après une opération de type Tommy John.
Le 31 juillet 2008, Bryan Morris est l'un des nombreux joueurs impliqués dans une transaction à trois clubs entre les Dodgers, les Pirates de Pittsburgh et les Red Sox de Boston. Alors que Manny Ramírez passe des Red Sox aux Dodgers et Jason Bay des Pirates aux Red Sox, Morris prend lui aussi le chemin de Pittsburgh et poursuit son apprentissage dans les mineures. Passé du poste de lanceur partant à celui de releveur, il signe une bonne saison à sa première année au niveau AAA chez les Indians d'Indianapolis en 2012 avec une moyenne de points mérités de 2,67 et 79 retraits sur des prises en 81 manches au monticule. 
Morris fait ses débuts dans le baseball majeur avec les Pirates de Pittsburgh le 14 septembre 2012. De 2012 à 2014, il apparaît comme lanceur de relève dans 81 matchs des Pirates, où il maintient une moyenne de points mérités de 3,46 avec 9 victoires et 7 défaites en 93 manches et deux tiers de travail. Il lance une manche dans les séries éliminatoires de 2013 contre Saint-Louis. 
Le 1er juin 2014, les Pirates transfèrent Morris aux Marlins de Miami en échange de la 39e sélection au total à la séance de repêchage du baseball majeur prévue dans les jours suivants.